# یوشیفومی یامادا
یوشیفومی یامادا (انگلیسی: Yoshifumi Yamada؛ زادهٔ ۴ نوامبر ۱۹۸۱) بازیکن فوتبال اهل ژاپن است.
از باشگاه‌هایی که در آن بازی کرده‌است می‌توان به باشگاه فوتبال آویسپا فوکوئوکا اشاره کرد.